# Parc maritime de Bakou
Le Parc Maritime de Bakou (en azéri : Dənizkənarı milli park) est l’une des curiosités de Bakou, le lieu de repos préféré des habitants et des hôtes de la ville. 
En 2009, il a fêté son centième anniversaire. Actuellement, sa longueur est de 3 km 700 m. Après sa reconstruction globale, qui durera jusqu’en 2015, il fera 25 km de long.

## Histoire
L’histoire du boulevard de Bakou remonte au début du XIXe siècle, quand le pouvoir de la ville de Bakou discutait de la création du boulevard maritime. Seulement en 1909, les mesures concrètes ont été entreprises, dont l’initiateur était Mamedhassan Hadjinsky, ingénieur azerbaïdjanais. 
Les autorités de la ville ont assigné 600 000 roubles à la construction du boulevard. Les mécènes de la ville ont également donné leur soutien financier. Les autorités de la ville ont annoncé le concours pour le meilleur projet, dans lequel ont pris part environ trente spécialistes, parmi lesquels étaient les architectes, les ingénieurs et les constructeurs mérités. G.M. Termikelov était vainqueur du concours.
D’abord, le territoire entre le quai de la commune « Caucase et Mercure » et la maison de Séid Mirbabayev a été aménagé. À présent, cela correspond au territoire du théâtre des marionnettes jusqu’à la place « Azneft ». Les terrains ont été dégagés, des arbres, des buissons et des fleurs plantés. D’après le projet de N.Bayev, le bain, qui ressemblait au palais d’été, a été aménagé sur le boulevard.
Dans les années 1940, d’après guerre, le bain a été liquidé à cause de la levée du niveau d’eau dans la Caspienne et la reconstruction partielle du boulevard. Au début des années 1950, la longueur du boulevard maritime était de 2,7 km, à partir du chantier naval « La commune de Paris » jusqu’à la gare maritime.
En 1966, conformément au projet de l’architecte M. Husseynov, sur le Boulevard maritime, près de la place « Azadliq », on a créé un terrain avec la descente vers la mer, décoré de plantes, de fleurs et de fontaines. En 1967, M. Husseynov a préparé le nouveau projet de reconstruction de tout le Boulevard maritime à la suite de la baisse du niveau de la mer Caspienne, qui a atteint en 1977 son minimum. En résultat, l’eau s’est retirée en laissant s’exposer une large bande de fond marin. Les travaux ont été entrepris pour la création de la deuxième terrasse inférieure du Boulevard Maritime, où ont été installées des fontaines et aménagées des allées et des pelouses.
Dans les années 1990, la grande partie du parc maritime a été inondée d’eau, y compris l’estacade de promeneurs, le port de bateau et le yacht club. Grâce aux travaux de reconstruction, la terrasse inférieure du Boulevard a été soulevée de quelques mètres.
En 2007, dans le Parc Maritime, en face de la place « Azneft », on a édifié la fontaine musicale, n’ayant pas d’analogues dans les pays de l’URSS. En 2008, on a achevé la construction de la deuxième fontaine, située en face de la Maison du Gouvernement. Le café « Mirvari », le cinéma « Bahar », quinze manèges, le théâtre d’enfant d’été ont été rénovés et restaurés, ainsi que la tour de parachute, construite à l’initiative de l’ex-maire de Bakou Alich Lemberansky.
En 2008, la reconstruction générale du Parc Maritime a commencé, conformément à l’arrêté du Président. La mairie de la ville de Bakou allouera 500 millions de dollars à ces fins. Le territoire du parc Maritime sera agrandi cinq fois. Il sera allongé de la gare maritime jusqu’au faubourg Zikh et du Palais des Sports jusqu’à la Mosquée Bibi-Heybat. La reconstruction globale sera achevée avant 2015.
Par l’arrêté du Président de l’Azerbaïdjan Heydar Aliyev du 29 décembre 1998 le Boulevard maritime a reçu le statut de Parc National. Vu l’importance du Parc Maritime pour l’environnement, l’histoire et la culture du peuple, le 10 janvier 2008, conformément au Décret du Président Ilham Aliyev, auprès du cabinet des Ministres de la République d’Azerbaïdjan a été créée la Direction du Parc Maritime National. Conformément à ce décret, l’aménagement capital du Parc Maritime National a été commencé.

## Localisation
Le parc s'étend le long d'une baie orientée au sud sur la mer Caspienne.
Depuis 2012, le nouveau boulevard a pratiquement doublé sa longueur à 3,75 km, prolongeant les promenades jusqu'à la place du drapeau national.

## Galerie

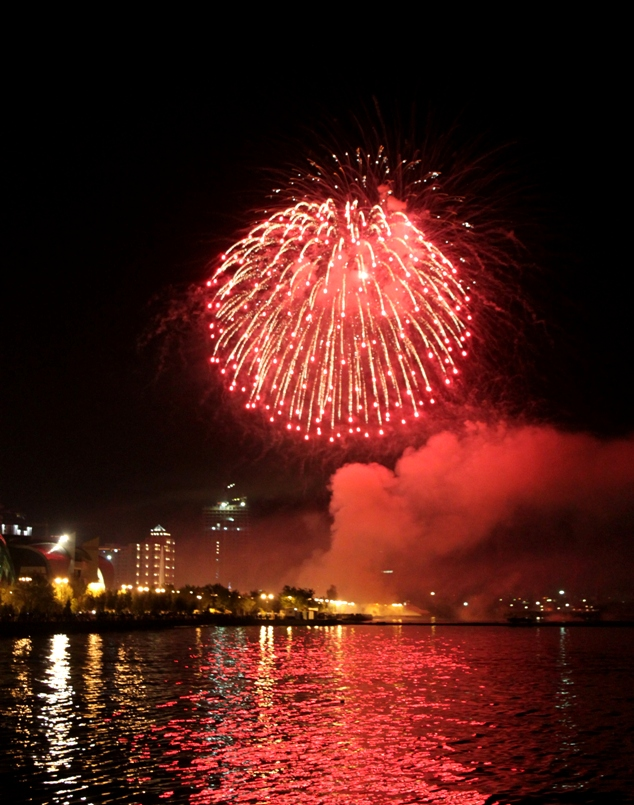
Feu d'artifice
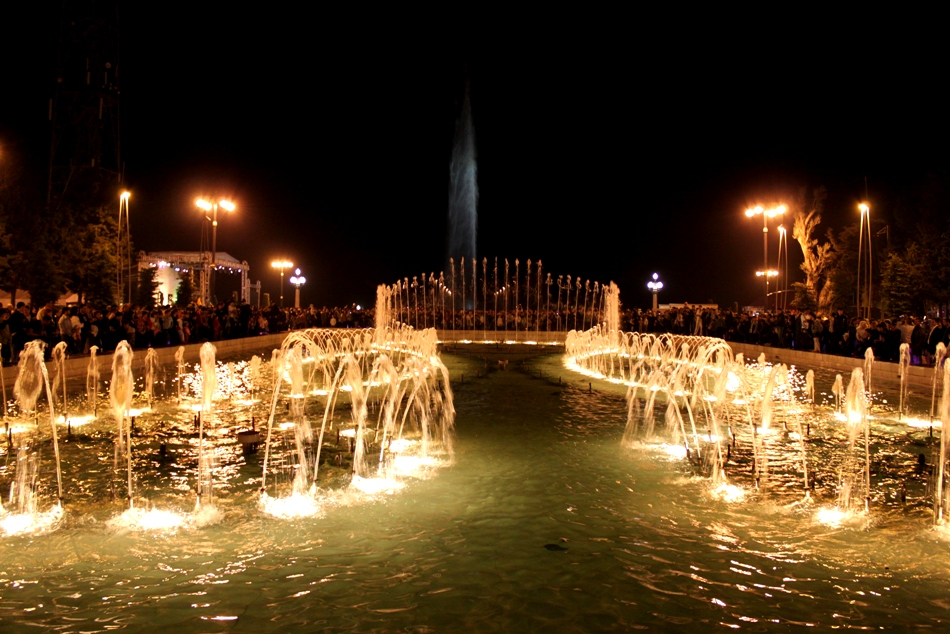
Fontaine musicale
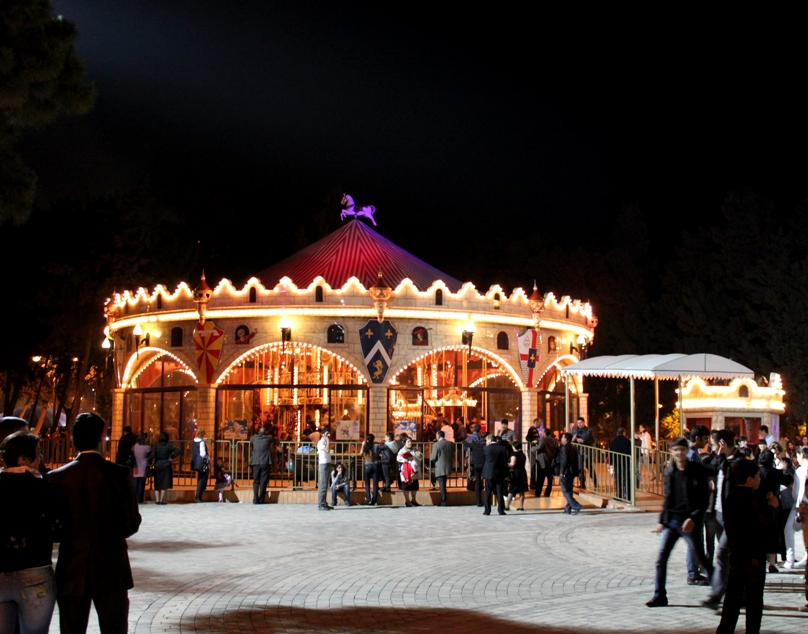
Manège dans le Parc maritime
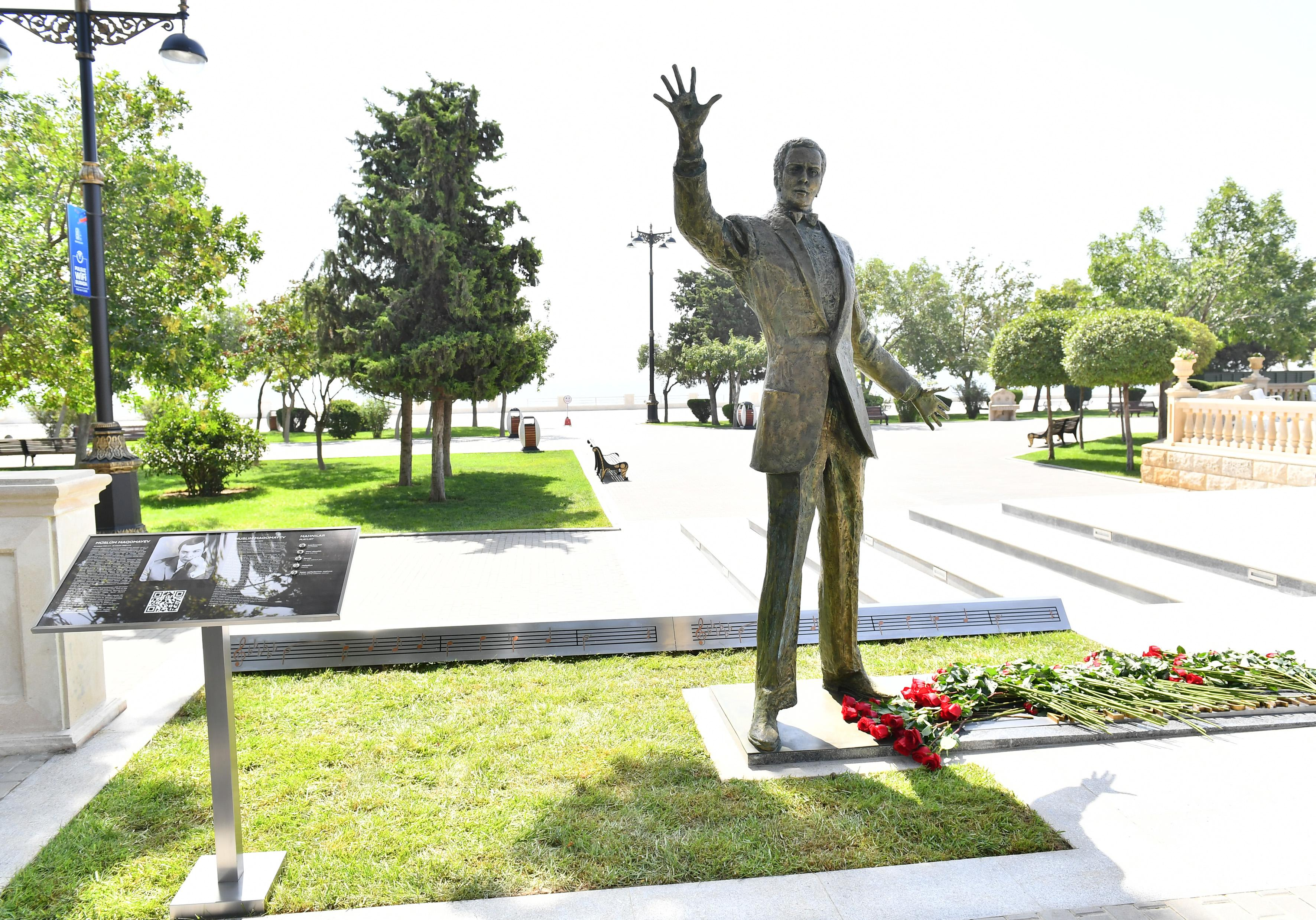
Monument à Muslim Magomayev érigé en 2022 dans le parc